# كلوديا فيلافين
كلوديا روزانا فيلافين (من مواليد 22 يناير 1962 في بوينس آيرس، الأرجنتين) هي سيدة أعمال ومنتجة أرجنتينية. كانت الفائزة في الطبعة الأولى من ماستر شيف مشهور الأرجنتين [الإنجليزية].

## روابط خارجية
- كلوديا فيلافانيا على موقع IMDb (الإنجليزية)